# Français de souche nord-africaine
Français de souche nord-africaine (FSNA) est une appellation administrative désignant les « musulmans » de l'Algérie pendant la période française à partir de la directive du 21 février 1958 et jusqu'en 1962. De l'ordonnance du 7 mars 1944 relative au statut des Français musulmans d'Algérie jusqu'en 1958, ils sont appelés  Français musulmans d'Algérie (FMA),. Le terme est employé par l'administration française en opposition aux Français de souche européenne (FSE),. 